# Парламентские выборы в Иордании (1993)
Парламентские выборы в Иордании прошли 8 ноября 1993 года. Впервые с 1956 года в выборах могли участвовать политические партии. Фронт исламского действия, политическое крыло национального отделения международной ассоциации Братья-мусульмане, получил 15 мест парламента, став крупнейшей парламентской партией. 60 мест получили беспартийные. Явка составила 54,8%.

## Результаты
| Партия                                                  | Голосов | % | Мест |
| ------------------------------------------------------- | ------- | - | ---- |
| Беспартийные                                            |         |   | 60   |
| Фронт исламского действия                               |         |   | 17   |
| Иорданская демократическая народная партия              |         |   | 1    |
| Арабская социалистическая баасистская партия - Иордания |         |   | 1    |
| Иорданская социалистическая демократическая партия      |         |   | 1    |
| Недействительные/пустые бюллетени                       |         | — | —    |
| Всего                                                   | 822 295 |   | 80   |
| Источник: Nohlen et al.                                 |         |   |      |